# Усов, Михаил Михайлович
Михаил Михайлович Усов (1845 — после 1908) — русский зоолог.

## Биография
Родился в семье крестьянина в 1845 году. Окончил курс в уездном училище и потом в нижегородской гимназии, в 1864 году поступил в Санкт-Петербургский университет, где занимался у профессора Филиппа Васильевича Овсянникова анатомией и гистологией. По окончании курса в университете в 1869 году, Усов ездил несколько раз за границу на свои средства, слушал лекции в Цюрихском, Венском и Лейпцигском университетах, занимался зоологией под руководством профессора Рудольфа Лейкарта в Лейпциге и затем в 1879 году в Неаполе у профессора Антона Дорна. С 1883 по 1886 гг. работал в Мессине. С 1874 года — доктор философии Геттингенского университета, с 1877 года магистр зоологии Санкт-Петербургского университета, с 1885 года — доктор зоологии Казанского университета, с 1880 года — приват-доцент Казанского университета и с 1885 года — профессор по кафедре сравнительной анатомии и эмбриологии. В 1900 году болезнь заставила его отказаться от учёной деятельности. Спустя два года, в 1902 году, он умер.
Усов описал ряд зоологических таксонов. Для указания авторства, названия таких таксонов сопровождаются обозначением Ussov. Например, Polypodium hydriforme (Ussov, 1895). Также в его честь названо животное из типа Acoelomorpha — Haplodiscus ussovi Sabussow, 1896.

## Важнейшие научные труды
- «Наблюдения над развитием головоногих моллюсков» («Известия Любителей Естествоиспытателей». Т. XXXIII);
- «Polypodium hydriforme — новая форма пресноводных целентерат» в «Труде Общества Казанских Естествоиспытателей» (1885);
- «Прибавление к познанию организации оболочников» («Известия Общества Любителей Естествоиспытателей». Т. XVIII),
- «Ueber die sog. augenahnlichen Flecken bei einig. Knochenfischen» («Bull. soc. Nat. de Moscou». Т. LIV, 1879).